# Zaluzianskya maritima
Zaluzianskya maritima är en flenörtsväxtart som först beskrevs av Carl von Linné d.y., och fick sitt nu gällande namn av Wilhelm Gerhard Walpers. Zaluzianskya maritima ingår i släktet Zaluzianskya och familjen flenörtsväxter. Inga underarter finns listade i Catalogue of Life.